# Kuželky
Kuželky spadají do tradičních sportovních odvětví neolympijských sportů. V ČR jsou kuželkářské soutěže zaštiťovány Českou kuželkářskou asociací (ČKA), sdruženou do mezinárodní organizace WNBA-NBC. Čeští reprezentanti a reprezentantky se mohou chlubit mnoha mezinárodními úspěchy, včetně 46 mistrovských titulů ze světových šampionátů.

## Historie

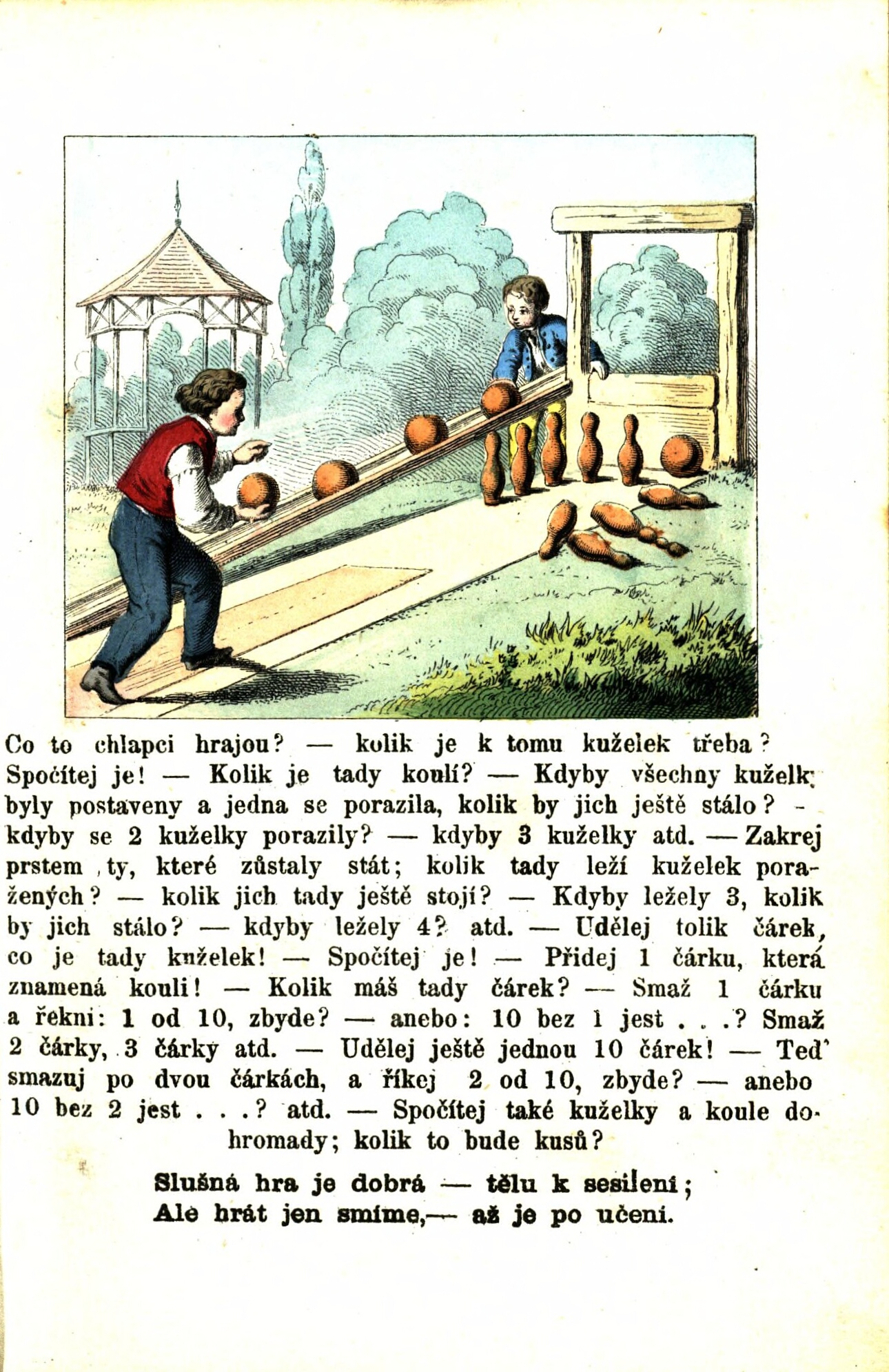
Kuželky v učebnici matematiky (1865)

Vznik kuželek se tradičně klade do starověku, uvádějí se Homérovy zmínky o podobné hře. V českých zemích se považuje za první datovaný doklad oblíbenosti kuželek zákaz této hry, který vydala městská rada v Jihlavě roku 1261 a ve 14. století obnovovala.
Kuželkářský sport, jako takový, se historicky rozdělil na dvě hlavní odvětví – kuželky a bowling. V Evropě se počet kuželek potřebných pro hru ustálil na devíti – právě takovou hru dnes nazýváme kuželky  – v americké verzi, bowlingu, na deseti.

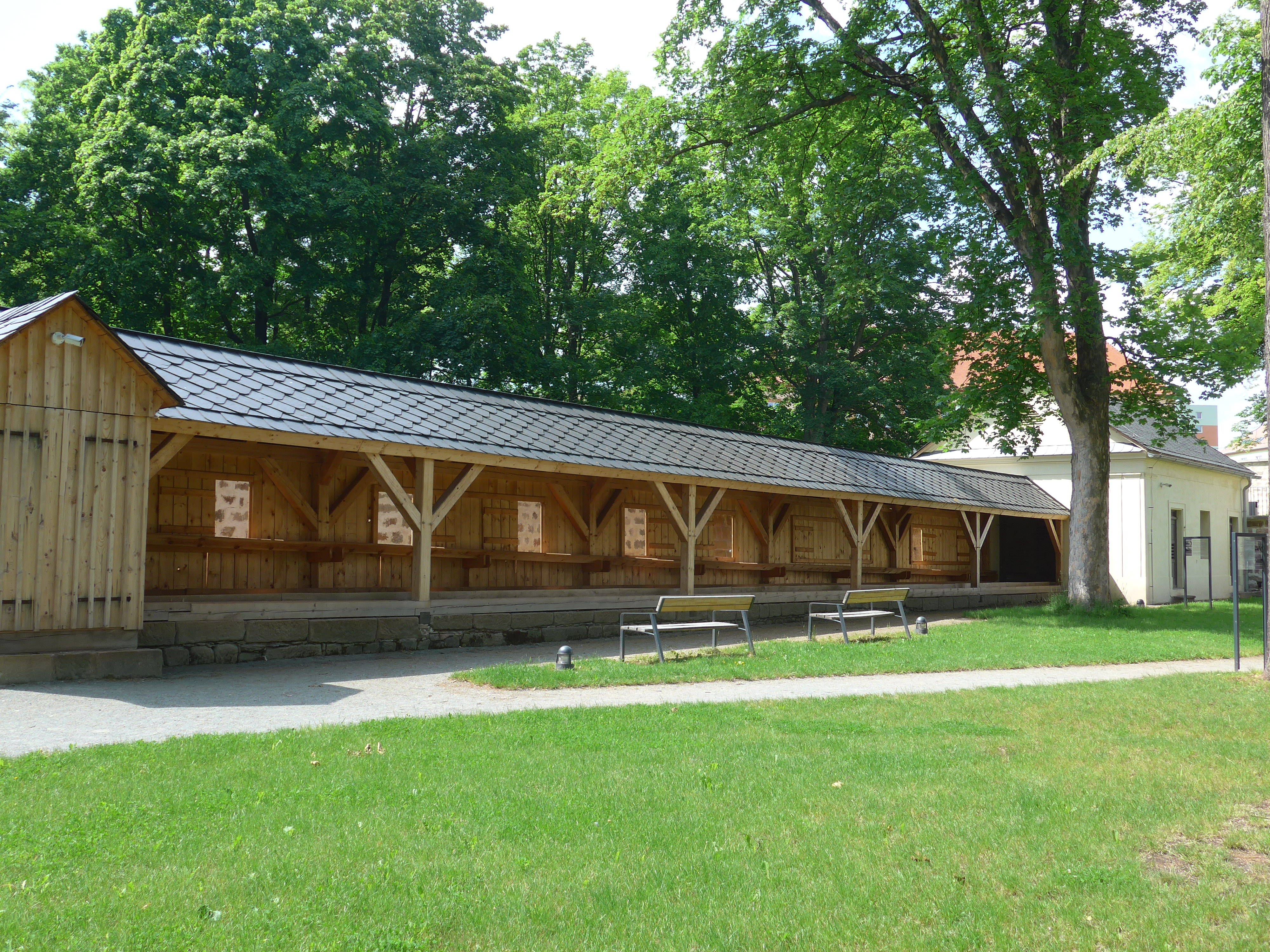
Kuželník v zahradě broumovského kláštera

„Jak je známo, kuželky hráli již staří Řekové. Od jejich doby se hra do kuželek postupně vyvíjela a šířila po starém kontinentu. Každá hra v sobě skrývá nebezpečí, že se zvrhne v hazard. Ani kuželky se tomuto nebezpečí nevyhnuly. Nejen církev ve středověku, ale i parlamenty moderních států se snažily hazard omezit. Např. v našich zemích zakazoval hru do kuželek římský císař a český král Karel IV. O 500 let později v roce 1841 začal platit ve státě Connecticut (USA) zákaz hry do devíti kuželek. Ale lidí nemají rádi, když se jim něco zakazuje a snaží se zákaz nějak obejít. A tak se k devíti kuželkám přidala desátá, trochu se upravila pravidla hry a bowling byl na světě.“
Obě disciplíny se liší i jejich rozmístěním (čtverec, trojúhelník) a také tvarem, váhou a především velikostí koulí. Standardní, regulemi předepsaná kuželkářská koule má průměr 16 cm a hmotnost 2,88 kg. Žákovské koule pro věkovou kategorii do 14 let jsou menší a lehčí (15 cm / 2,35 kg). V posledních letech se k nácviku techniky u nejmladších hráčů využívá i 14 cm / 1,9 kg koulí.
Rozdílné je i počítání výkonu. V kuželkách se nic nemusí násobit, výsledkem je prostý součet všech poražených dřev.

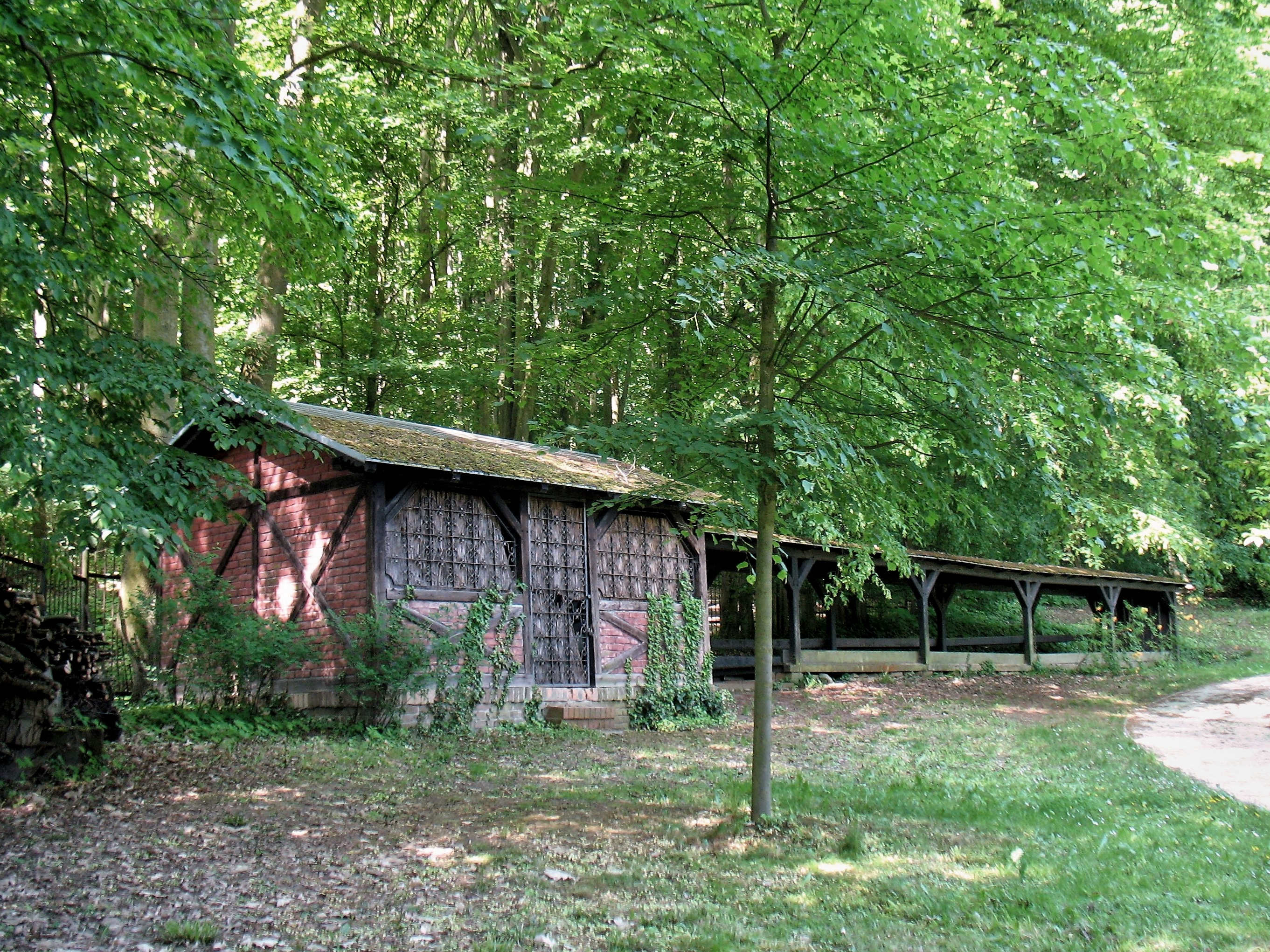
Zámecký park ve Velkém Březně

V historických pramenech se můžeme dočíst, že počet kuželek, do kterých se házelo, měl svůj regionální vývoj. Někde se hrálo do dvanácti kuželek, v mnohých částech Evropy oblíbená hra Honér zase pouze do pěti.
Kuželníky bývaly stavěny především v místech určených pro kratochvíli, relaxaci a odpočinek, tedy u hospod. Většinou se jednalo o jednu dráhu vymezenou prkny s dobře udusanou hlínou. (Jedna taková je stále k vidění ve Valašském muzeu v přírodě v Rožnově pod Radhoštěm. Koule se pokládala na odhozové prkno, které ztlumilo náraz. Nához vedený mimo prkno byl pochopitelně neplatný, neboť ničil dráhu. Toto pravidlo se nám zachovalo dodnes. Později byl povrch drah nahrazován tvrdšími a trvanlivějšími materiály, např. dřevem. Kdysi hojně rozšířený asfaltový povrch drah byl postupně nahrazován litým plastem (Sadurit). Moderní kuželny mají povrch drah tvořen ze segmentových desek s umělohmotným povrchem.
První československou celostátní organizací, která pořádala dlouhodobé soutěže, byla Asociace československého sportu kuželkářského (AČSK), která vznikla 11. dubna 1937 v Praze , později, během války, přeměněná na Svaz českých kuželkářů (SČK), v roce 1946 transformovaná do Československé asociace kuželkářského sportu (ČAKS) a v období totality byl kuželkářský sport řízen ČSTV pod Československým kuželkářským svazem (ČSKS). V roce 1993 vznikl Českomoravský kuželkářský svaz (ČMKS) transformovaný v roce 2001 do České kuželkářské asociace (ČKA).

## Pravidla hry
Podrobnosti stanoví platná Pravidla kuželkářského sportu.
Ve stručnosti: Hráč musí kouli z ruky vypustit tak, aby dopadla na náhozovou desku a přímou cestou, bez odrazu od mantinelu, porazila co největší počet kuželek. Vlastní dráha je dlouhá 19,5 m. Na konci dráhy je v pravidelných rozestupech rozestavěno devět kuželek. Výsledkem výkonu hráče je součet všech poražených kuželek v dané disciplíně.

### Druhy hry
- hra do plných – vždy se postaví všech devět kuželek
- hra do dorážky – hráči postupně sráží všechny kuželky (úprava pravidel v žákovských soutěžích)
- sdružené hody (HS) – kombinace hry do plných a do dorážky

### Soutěžní disciplíny
- 60 HS – hráč odehraje na dvou dráhách po 30 HS (15 hodů do plných, 15 hodů do dorážky)
  - disciplína určena hlavně pro žákovské kategorie
  - časový limit pro hru je stanoven na 24 minut, čas určený pro hru na jedné dráze je 12 minut.[8]
- 100 HS – hráč odehraje na dvou dráhách po 50 HS
  - hrává se v nižších, neligových soutěžích (40 min., 20 min. pro každou dráhu)
- 120 HS – hráč odehraje na čtyřech drahách po 30 HS.
  - disciplína, která se hraje ve většině evropských ligových soutěžích i na mezinárodní scéně včetně mistrovství světa
- 200 HS – hráč odehraje na čtyřech dráhách po 50 HS.
  - označována též za „kuželkářský maraton“. Dříve se tato disciplína hrála v nejvyšších soutěžích i na mezinárodní scéně, od sezóny 2004/2005 nahrazena kratší 120 HS (viz výše).

## Družstva a jednotlivci
Dlouhodobé soutěže, které zastřešuje ČKA, jsou vypisovány pro šestičlenná družstva, dorostenecké týmy hrají ligu v družstvech tříčlenných. Pohár ČKA je určen pro družstva čtyřčlenná, oblíbenou soutěží je i Pohár dvojic. Nižší soutěže si řídí krajské svazy.
Vítěz utkání získává do tabulky dva body, při remíze se body dělí, poražený nezapisuje bod žádný.
Ve většině soutěží se aktuálně využívá osmibodového bodovacího systému, v některých nižších soutěžích národní šestnáctibodový systém hodnocení.
V sezoně 1992 / 1993 se naposledy hrálo podle starých pravidel, kdy o vítězi utkání rozhodoval celkový nához družstva (2 body do tabulky, při shodě bodů v tabulce o umístění družstva rozhodoval dosažený průměr poražených kuželek).

## Struktura soutěží České kuželkářské asociace (ČKA)

#### Muži
- interliga (česko-slovenská liga)
- první liga
- druhá liga (skupiny A B)
- třetí liga (skupiny A B C D)
- divizní soutěže
- krajské soutěže I. třídy
- krajské soutěže II. třídy
- krajské a oblastní soutěže nižších tříd

#### Ženy
- první liga
- druhá liga (A B)

#### Žáci a dorost
- první liga dorostu
- krajské a oblastní soutěže

#### Pohárové soutěže
- Pohár ČKA družstev
- Pohár mladých nadějí
- Český pohár dorostu
- Pohár juniorů

## Domácí mistrovství
- Krajské přebory jednotlivců – pořádají krajské svazy., účastníky vysílají kluby/oddíly; Přebory slouží mj. jako kvalifikace na MČR (žáci, žákyně, dorostenci, dorostenky, junioři, juniorky, muži, ženy, senioři, seniorky).
- Mistrovství ČR jednotlivců – ČKA; všechny kategorie
- Mistrovství ČR dvojic – ČKA; muži, ženy, smíšené tandemy

## Mezinárodní soutěže[9]
- Mistrovství světa – účastní se reprezentace, pořádá se každé dva roky, zvlášť se organizuje MS týmů (liché roky), jednotlivců (sudé roky), juniorů (U23) a dorostu (U18)
- Světový pohár jednotlivců – účastní se reprezentace U14, U18, U23, muži, ženy
- Světový pohár družstev – klubová soutěž muži, ženy
- Evropský pohár družstev – klubová soutěž muži, ženy
- Liga mistrů, Liga mistryň – klubová soutěž muži, ženy
- NBC Cup – klubová soutěž muži, ženy